# Temporada Argentina 1949
La Temporada Argentina 1949 è stata una serie di corse automobilistiche di Formula Libera.

## Calendario
| Nr | Data             | Gara                         | Nome ufficiale                         | Sede          |
| -- | ---------------- | ---------------------------- | -------------------------------------- | ------------- |
| 1  | 30 gennaio 1949  | Gran Premio di Buenos Aires  | III Gran Premio del General Juan Perón | Palermo       |
| 2  | 6 febbraio 1949  | Gran Premio di Buenos Aires  | III Gran Premio de Eva Duarte Perón    | Palermo       |
| 3  | 13 febbraio 1949 | Gran Premio di Rosario       | III Copa Acción de San Lorenzo         | Rosario       |
| 4  | 27 febbraio 1949 | Gran Premio di Mar del Plata | II Gran Premio del General San Martín  | Mar del Plata |
| 5  | 20 marzo 1949    | Gran Premio di Bell Ville    | II Semana de Belle Ville               | Bell Ville    |
| 6  | 20 marzo 1949    | Gran Premio di Interlagos    | IV Grande Premio de Interlagos         | Interlagos    |
| 7  | 27 marzo 1949    | Gran Premio di Rio           | X Grande Premio da Cidade de Rio       | Gávea         |
| 8  | 22 ottobre 1949  | 500 Miglia di Rafaela        | 500 Millas de Rafaela                  | Rafaela       |

## Gare

### Gran Premio di Buenos Aires I
Palermo, 30 gennaio 1949 - III Gran Premio del General Juan Perón y de la Ciudad de Buenos Aires
Pole position
 Alberto Ascari (Maserati) 2'36"8
Giro veloce
 Alberto Ascari (Maserati) 2'32"4
 Gigi Villoresi (Maserati) 2'32"4
Ordine d'arrivo
| Pos | Pilota              | Scuderia                 | Vettura                    | Giri | Tempo/Ritiro      |
| --- | ------------------- | ------------------------ | -------------------------- | ---- | ----------------- |
| 1   | Alberto Ascari      | Scuderia Ambrosiana      | Maserati 4CLT              | 35   | 1h30'23"1         |
| 2   | Gigi Villoresi      | Scuderia Ambrosiana      | Maserati 4CLT              | 35   | 1h31'04"1         |
| 3   | Óscar Gálvez        | Iscrizione privata       | Alfa Romeo Tipo 308        | 35   | 1h32'55"0         |
| 4   | Juan Manuel Fangio  | Automobil Club Argentino | Maserati 4CLT              | 34   |                   |
| 5   | Prince Bira         | White Mouse Stable       | Maserati 4CLT              | 31   |                   |
| 6   | Victorio Rosa       | Iscrizione privata       | Maserati 4CL               | 29   |                   |
| Rit | Adriano Malusardi   | Automobil Club Argentino | Maserati 4CLT              | 25   |                   |
| Rit | Benedicto Campos    | Automobil Club Argentino | Maserati 4CL               | 6    | Incidente         |
| Rit | Ernesto Tornquist   | Iscrizione privata       | Maserati 4CL               | 4    | Motore            |
| Rit | Reg Parnell         | Scuderia Ambrosiana      | Maserati 4CLT              | 4    | Motore            |
| Rit | Clemar Bucci        | Iscrizione privata       | Alfa Romeo 12C             | 0    |                   |
| Rit | Eitel Cantoni       | Iscrizione privata       | Maserati 4CL               | 0    |                   |
| Rit | Emilio Romano       | Iscrizione privata       | Maserati A6GCS             | 0    |                   |
| Rit | Felice Bonetto      | Iscrizione privata       | Cisitalia D46              | 0    |                   |
| Rit | Chico Landi         | Iscrizione privata       | Maserati 4CL               | 0    |                   |
| Rit | Guido Scagliarini   | Iscrizione privata       | Cisitalia D46              | 0    |                   |
| Rit | Juan Gálvez         | Iscrizione privata       | Alfa Romeo Tipo 308        | 0    |                   |
| Rit | Pablo Pessatti      | Iscrizione privata       | Alfa Romeo Monoposto 8C 35 | 0    | Incidente mortale |
| Rit | Pedro Llano         | Iscrizione privata       | Alfa Romeo Monoposto 8C 35 | 0    |                   |
| Rit | Pascual Puopolo     | San Isidoro              | Maserati 8CL               | 0    |                   |
| Rit | Nino Farina         | Scuderia Ferrari         | Ferrari 166FL              | 0    | Compressore       |
| Rit | Raph                | Ecurie Naphtra Course    | Maserati 4CLT              | 0    |                   |
| Rit | Jean-Pierre Wimille | Equipe Gordini           | Simca-Gordini T15          | 0    | Incidente mortale |
| Rit | Andres Fernandez    | Iscrizione privata       | Maserati 4CL               | 0    |                   |
| Rit | Amedeo Gordini      | Equipe Gordini           | Simca-Gordini T15          | 0    |                   |

### Gran Premio di Buenos Aires II
Palermo, 6 febbraio 1949 - III Gran Premio de Eva Duarte Perón 
Pole Position
 Gigi Villoresi (Maserati), 2'30"2
Giro veloce
 Gigi Villoresi (Maserati), 2'50"7
Ordine d'arrivo
| Pos | Pilota             | Scuderia                 | Vettura             | Giri | Tempo/Ritiro |
| --- | ------------------ | ------------------------ | ------------------- | ---- | ------------ |
| 1   | Óscar Gálvez       | Iscrizione privata       | Alfa Romeo Tipo 308 | 30   | 1h31'04"0    |
| 2   | Juan Manuel Fangio | Automobil Club Argentino | Maserati 4CLT       | 28   |              |
| 3   | Eitel Cantoni      | Iscrizione privata       | Maserati 4CL        | 27   |              |
| 4   | Adriano Malusardi  | Automobil Club Argentino | Maserati 4CLT       | 27   |              |
| 5   | Prince Bira        | White Mouse Stable       | Maserati 4CLT       | 27   |              |
| Rit | Alberto Ascari     | Scuderia Ambrosiana      | Maserati 4CLT       | 25   | Motore       |
| Rit | Gigi Villoresi     | Scuderia Ambrosiana      | Maserati 4CLT       | 11   | Motore       |
| Rit | Reg Parnell        | Scuderia Ambrosiana      | Maserati 4CLT       | 10   | Meccanica    |
| Rit | Nino Farina        | Scuderia Ferrari         | Ferrari 166 FL      | 10   | Incidente    |
| Rit | Benedicto Campos   | Automobil Club Argentino | Maserati 4CL        | 3    | Motore       |

### Gran Premio di Rosario
Rosario, 13 febbraio 1949 - III Copa Acción de San Lorenzo 
Pole Position
 Gigi Villoresi (Maserati), 1'42"0
Giro veloce
 Gigi Villoresi (Maserati), 2'02"0
Ordine d'arrivo
| Pos | Pilota             | Scuderia                 | Vettura             | Giri      | Tempo/Ritiro |
| --- | ------------------ | ------------------------ | ------------------- | --------- | ------------ |
| 1   | Nino Farina        | Scuderia Ferrari         | Ferrari 166 FL      | 50        | 1h48'18"8    |
| 2   | Reg Parnell        | Scuderia Ambrosiana      | Maserati 4CLT       | 50        | 1h48'50"2    |
| 3   | Alberto Ascari     | Scuderia Ambrosiana      | Maserati 4CLT       | 50        | 1h48'50"2    |
| 4   | Gigi Villoresi     | Scuderia Ambrosiana      | Maserati 4CLT       | 49        |              |
| 5   | Benedicto Campos   | Equipe Gordini           | Simca Gordini T 15  | 48        |              |
| 6   | Eitel Cantoni      | Iscrizione privata       | Maserati 4CL        | 47        |              |
| 7   | Óscar Gálvez       | Iscrizione privata       | Alfa Romeo Tipo 308 | 46        |              |
| Rit | Ernesto Tornquist  | Iscrizione privata       | Maserati 4CL        | 3         | Incidente    |
| Rit | Adriano Malusardi  | Automobil Club Argentino | Maserati 4CLT       |           | 0            |
| Rit | Juan Manuel Fangio | Equipe Gordini           | Simca-Gordini T15   | Incidente | 0            |
| Rit | Clemar Bucci       | Iscrizione privata       | Alfa Romeo 12C      | Incidente | 0            |
| Rit | Prince Bira        | White Mouse Stable       | Maserati 4CLT       |           | 0            |

### Gran Premio di Mar del Plata
Mar del Plata, 27 febbraio 1949 - II Gran Premio del General San Martín 
Pole Position
 Gigi Villoresi (Maserati), 2'07"2
Giro veloce
 Gigi Villoresi (Maserati), 2'05"1
Ordine d'arrivo
| Pos | Pilota             | Scuderia                  | Vettura             | Giri | Tempo/Ritiro      |
| --- | ------------------ | ------------------------- | ------------------- | ---- | ----------------- |
| 1   | Juan Manuel Fangio | Automobile Club Argentino | Maserati 4CLT       | 35   | 1h16'31"3         |
| 2   | Prince Bira        | White Mouse Stable        | Maserati 4CLT       | 34   |                   |
| 3   | Óscar Gálvez       | Iscrizione privata        | Alfa Romeo Tipo 308 | 33   |                   |
| 4   | Italo Bizio        | Iscrizione privata        | Alfa Romeo 8C       | 31   |                   |
| 5   | Andres Fernandez   | Iscrizione privata        | Maserati 4CL        | 31   |                   |
| 6   | Ernesto Tornquist  | Iscrizione privata        | Maserati 4CL        | 30   |                   |
| Rit | Alberto Ascari     | Scuderia Ambrosiana       | Maserati 4CLT       | 27   | Motore            |
| Rit | Gigi Villoresi     | Scuderia Ambrosiana       | Maserati 4CLT       | 25   |                   |
| Rit | Nino Farina        | Scuderia Ferrari          | Ferrari 166 FL      | 8    | Motore            |
| Rit | Eitel Cantoni      | Iscrizione privata        | Maserati 4CL        | 5    | Incidente         |
| Rit | Reg Parnell        | Scuderia Ambrosiana       | Maserati 4CLT       | 2    | Meccanica         |
| Rit | Adriano Malusardi  | Iscrizione privata        | Alfa Romeo P3       | 0    | Incidente mortale |

### Gran Premio di Bell Ville
Bell Ville, 20 marzo 1949 - II Semana de Belle Ville
Pole Position
 Óscar Gálvez (Alfa Romeo)
Giro veloce
 Óscar Gálvez (Alfa Romeo)
Ordine d'arrivo
| Pos | Pilota           | Scuderia           | Vettura             | Giri | Tempo/Ritiro |
| --- | ---------------- | ------------------ | ------------------- | ---- | ------------ |
| 1   | Óscar Gálvez     | Iscrizione privata | Alfa Romeo Tipo 308 | 35   | 1h16'30"0    |
| 2   | Clemar Bucci     | Iscrizione privata | Alfa Romeo 12C      | 33   |              |
| 3   | Pascual Puopolo  | San Isidoro        | Maserati 8CL        | 33   |              |
| 4   | Andres Fernandez | Iscrizione privata | Maserati 4CL        | 31   |              |
| 5   | Osvaldo Juchet   | Iscrizione privata | Chevrolet           | 31   |              |

### Gran Premio di Interlagos
Interlagos, 20 marzo 1949 - IV Grande Premio de Interlagos
Ordine d'arrivo
| Pos | Pilota            | Scuderia            | Vettura        | Giri | Tempo/Ritiro |
| --- | ----------------- | ------------------- | -------------- | ---- | ------------ |
| 1   | Gigi Villoresi    | Scuderia Ambrosiana | Maserati 4CLT  | 15   | 1h20'30"9    |
| 2   | Francisco Marques | Iscrizione privata  | Maserati 4CL   | 15   | 1h22'50"8    |
| 3   | Andres Fernandez  | Iscrizione privata  | Maserati 4CL   | 15   | 1h22'51"7    |
| 4   | Alberto Ascari    | Scuderia Ambrosiana | Maserati 4CLT  | 14   |              |
| 5   | Chico Landi       | Iscrizione privata  | Maserati 4CL   | 14   |              |
| Rit | Nino Farina       | Scuderia Ferrari    | Ferrari 166 FL | 3    | Incidente    |

### Gran Premio di Rio
Gávea, 27 marzo 1949 - X Grande Prêmio da Cidade de Rio 
Pole Position
 Alberto Ascari (Maserati)
Giro veloce
 Gigi Villoresi (Maserati)
Ordine d'arrivo
| Pos | Pilota             | Scuderia            | Vettura        | Giri | Tempo/Ritiro |
| --- | ------------------ | ------------------- | -------------- | ---- | ------------ |
| 1   | Gigi Villoresi     | Scuderia Ambrosiana | Maserati 4CLT  | 16   | 1h57'07"6    |
| 2   | Nino Farina        | Scuderia Ferrari    | Ferrari 166 FL | 16   | 1h57'59"6    |
| 3   | Francisco Marques  | Iscrizione privata  | Maserati 4CL   | 16   | 2h03'18"6    |
| 4   | Aloísio Fontenelle | Iscrizione privata  | Alfa Romeo 8C  | 16   | 2h04'46"7    |
| 5   | Henrique Casini    | Iscrizione privata  | Alfa Romeo 8C  | 14   |              |
| 6   | Annuar de Goies    | Iscrizione privata  | Maserati 4CL   | 13   |              |
| Rit | Benedicto Lopes    | Iscrizione privata  | Bugatti        | 0    |              |
| Rit | Chico Landi        | Iscrizione privata  | Maserati 4CL   | 0    |              |
| Rit | Alberto Ascari     | Scuderia Ambrosiana | Maserati 4CLT  | 0    | Incidente    |

### 500 Miglia di Rafaela
Rafaela, 22 ottobre 1949 - 500 Millas de Rafaela
Pole Position
 Mario Sessarego (Cadillac), 2'59"0
Ordine d'arrivo
| Pos | Pilota              | Scuderia | Vettura             | Giri | Tempo/Ritiro      |
| --- | ------------------- | -------- | ------------------- | ---- | ----------------- |
| 1   | Jose Fanto          |          | Mercedes-Benz SSK   | 92   | 5h16'11"7         |
| 2   | Ricardo Nasi        |          | REO                 | 91   |                   |
| 3   | Emilio Kellenberger |          | Mercury             | 90   |                   |
| 4   | Luis Brosutti       |          | Mercedes-Benz SSK   | 85   |                   |
| 5   | Desiderio Kuriger   |          | Hudson              | 77   |                   |
| 6   | Mario Curioli       |          | Chevrolet           | 76   |                   |
| 7   | Julian Frau         |          | Ford                | 76   |                   |
| 8   | Otelo Zini          |          | Plymouth            | 75   |                   |
| 9   | Carlos Haristeguy   |          | Riley               | 74   |                   |
| 10  | Francisco Piombo    |          |                     | 70   |                   |
| Rit | Italo Bizio         |          | Alfa Romeo 8C 2900A |      | Incidente mortale |
| Rit | Adolfo Scandroglio  |          |                     |      | Incidente mortale |
| Rit | Mario Sessarego     |          | Cadillac            |      |                   |
| Rit | Mario Reibaldi      |          |                     |      |                   |
| Rit | M.Gurlotti          |          |                     |      |                   |
| Rit | Ernesto Blanco      |          | REO                 |      |                   |
| Rit | Pablo Gulle         |          | Ford                |      |                   |
| Rit | Goicoechea          |          |                     |      |                   |

## Risultati
| Nº | Gara                         | Pole position   | Giro veloce                     | Pilota vincitore   | Costruttore vincitore | Resoconto |
| -- | ---------------------------- | --------------- | ------------------------------- | ------------------ | --------------------- | --------- |
| 1  | Gran Premio di Buenos Aires  | Alberto Ascari  | Alberto Ascari / Gigi Villoresi | Alberto Ascari     | Maserati              | Resoconto |
| 2  | Gran Premio di Buenos Aires  | Gigi Villoresi  | Gigi Villoresi                  | Óscar Gálvez       | Alfa Romeo            | Resoconto |
| 3  | Gran Premio di Rosario       | Gigi Villoresi  | Gigi Villoresi                  | Nino Farina        | Ferrari               | Resoconto |
| 4  | Gran Premio di Mar del Plata | Gigi Villoresi  | Gigi Villoresi                  | Juan Manuel Fangio | Maserati              | Resoconto |
| 5  | Gran Premio di Bell Ville    | Óscar Gálvez    | Óscar Gálvez                    | Óscar Gálvez       | Alfa Romeo            | Resoconto |
| 6  | Gran Premio di Interlagos    |                 |                                 | Gigi Villoresi     | Maserati              | Resoconto |
| 7  | Gran Premio di Rio           | Alberto Ascari  | Gigi Villoresi                  | Gigi Villoresi     | Maserati              | Resoconto |
| 8  | 500 Miglia di Rafaela        | Mario Sessarego |                                 | Jose Fanto         | Mercedes-Benz         | Resoconto |